# Терзич, Никола
Никола Терзич (серб. Никола Терзић; род. 28 сентября 2000, Ягодина) — сербский футболист, полузащитник израильского клуба «Хапоэль (Умм-эль-Фахм)» и сборной Сербии.

## Клубная карьера
Терзич — воспитанник клубов «Ягодина» и «Чукарички». В 2019 году он был включён в заявку на сезон последних. Летом 2020 году для получения игровой практики на правах аренды выступал за клуб ИМТ. В начале 2021 года Терзич перешёл в столичный «Партизан». 5 мая 2021 года в матче против «ТСЦ Бачка Топола» он дебютировал в сербской Суперлиге. 22 августа в поединке против клуба «Колубара» Никола забил свой первый гол за «Партизан». 
В мае 2023 заключил контракт с израильским клубом Хапоел УАФ сроком на 1 год. 

## Международная карьера
11 ноября 2021 года в товарищеском матче против сборной Катара Терзич дебютировал за сборную Сербии.